# HD 57682
HD 57682，又名BD-08 1872，SAO 134580、HR 2806，是一颗恒星，视星等为6.43，位于銀經224.41，銀緯2.63，其B1900.0坐标为赤經7h 17m 14.3s，赤緯-8° 2.63′ 25″。